# Leuceria congesta
Leuceria congesta là một loài thực vật có hoa trong họ Cúc. Loài này được Gill. ex D.Don mô tả khoa học đầu tiên năm 1832.